# ガンジ
ガンジ（イタリア語: Gangi）は、イタリア共和国シチリア自治州パレルモ県にある、人口約6,600人の基礎自治体（コムーネ）。

## 地理

### 位置・広がり
パレルモ県のコムーネ。県都パレルモから東南東へ82kmの距離にある。

#### 隣接コムーネ
隣接するコムーネは以下の通り。括弧内のENはエンナ県所属を示す。
- アリメーナ
- ブルーフィ
- ボンピエトロ
- カラシベッタ (EN)
- エンナ (EN)
- ジェラーチ・シークロ
- ニコジーア (EN)
- ペトラリーア・ソプラーナ
- スペルリンガ (EN)

## 文化・観光
「イタリアの最も美しい村」クラブ加盟コムーネである。

## ギャラリー

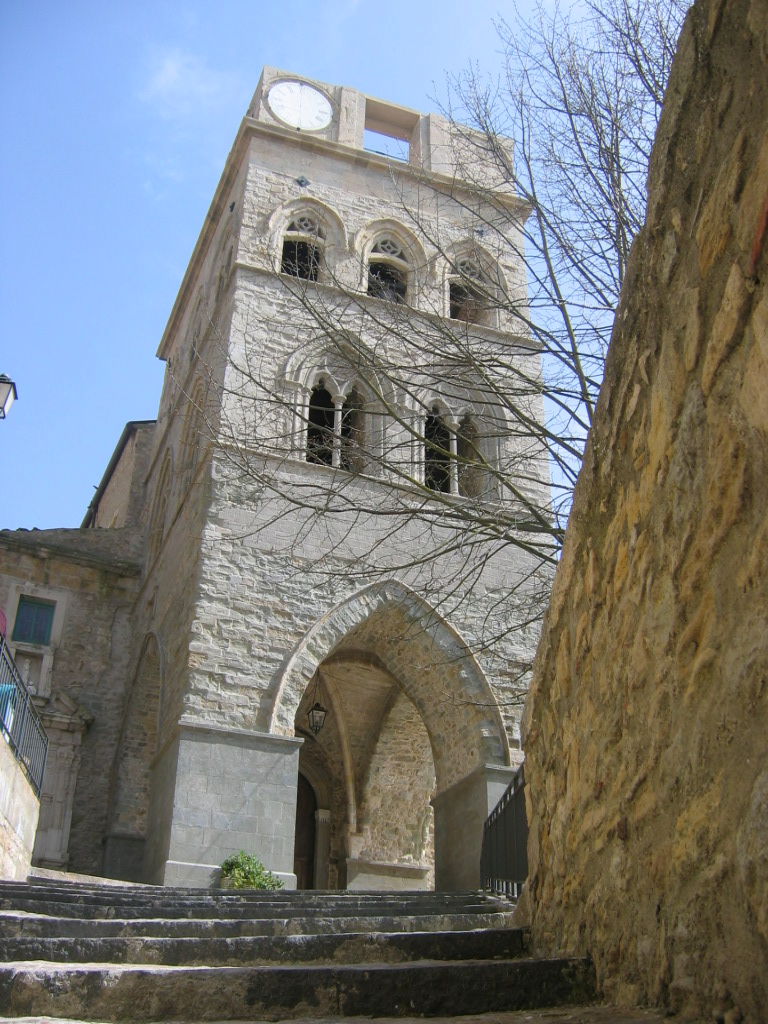
Ventimiglia塔の市民塔
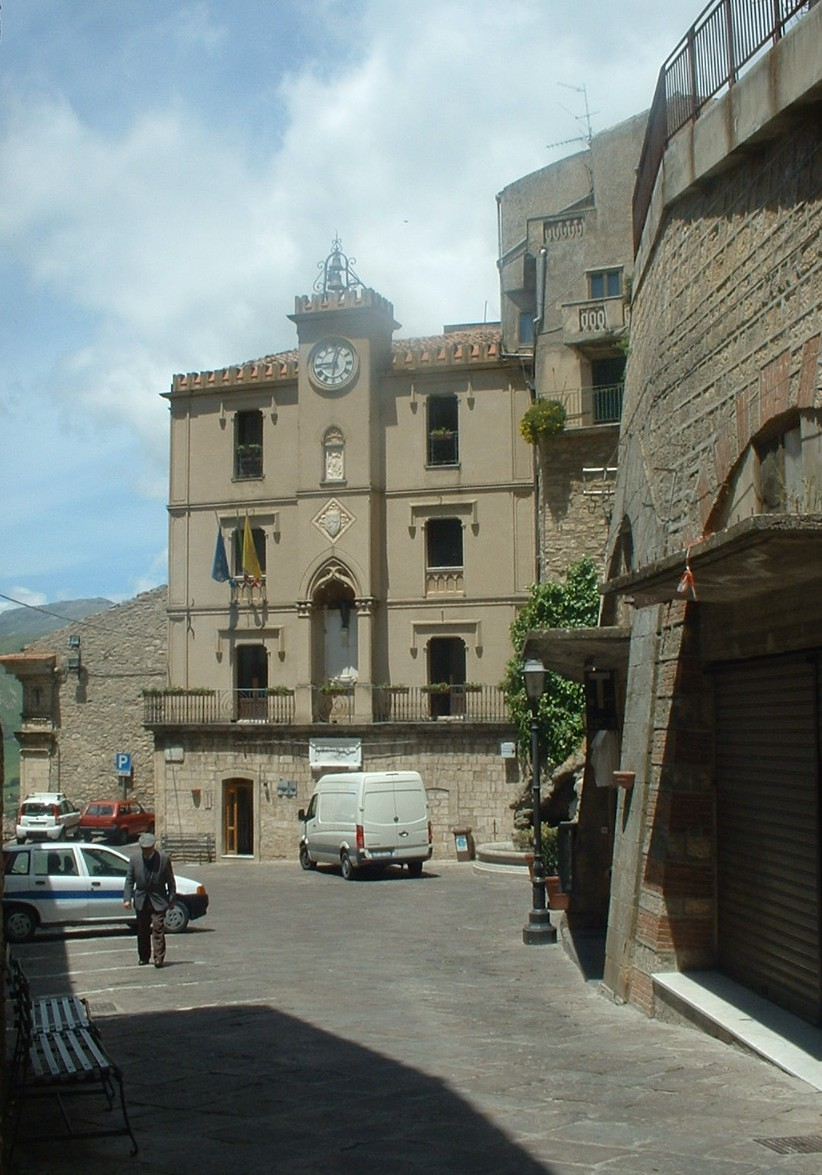
ポポロ広場と町役場
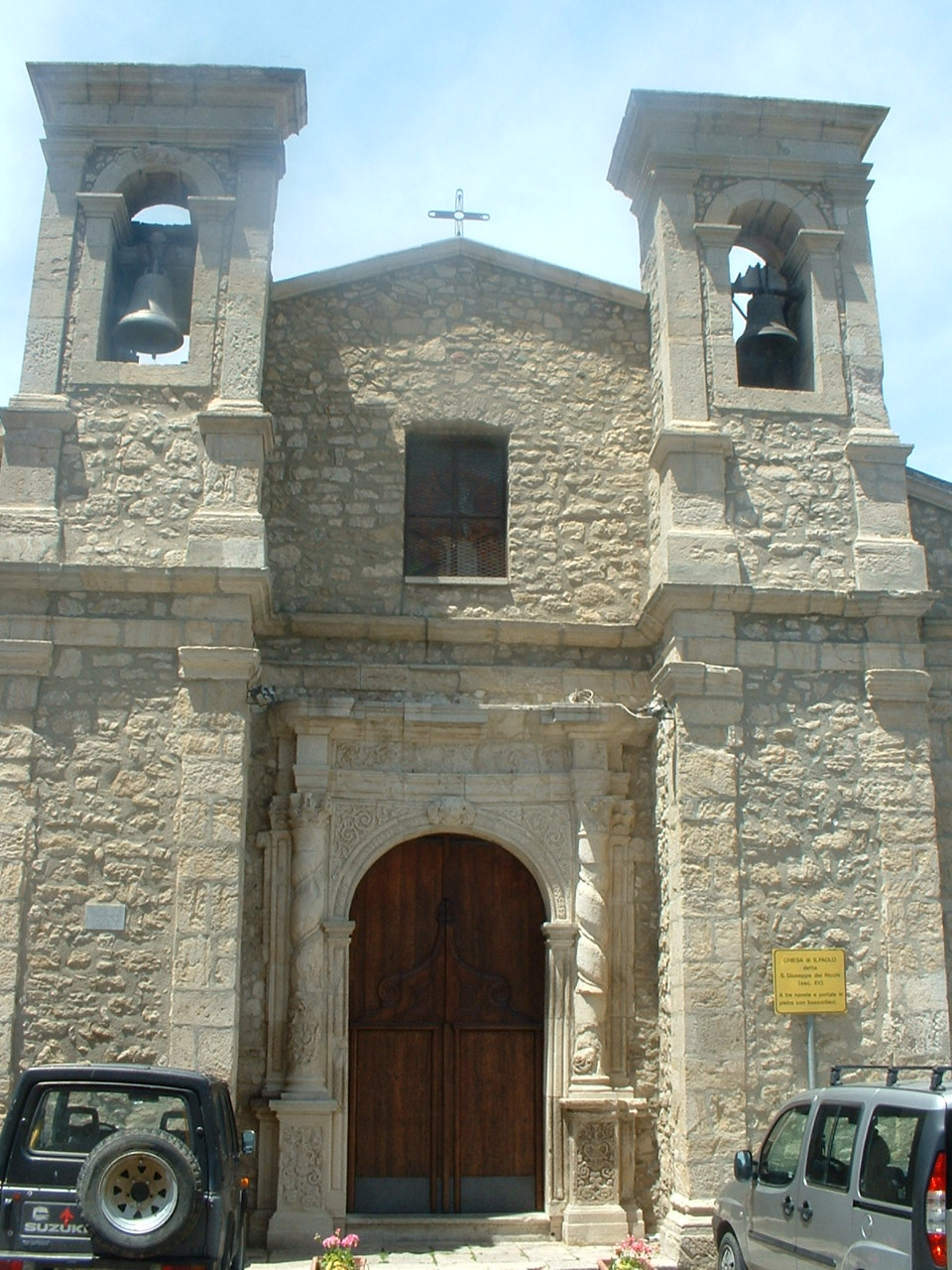
聖パウロ教会